# 385980 Emiliosegre
385980 Emiliosegre este o planetă minoră (asteroid) din centura de asteroizi. A fost descoperită pe 9 ianuarie 2007 la  de Vincenzo Silvano Casulli⁠(d) și a fost numită după Emilio Segrè. 
Obiectul prezintă o orbită caracterizată de o semiaxă mare de 2,314477870158 UAi, o excentricitate de 0,16637402585422, o înclinație de 3,0076258898608 ° în raport cu ecliptica.